# Urocitellus beldingi
Lo scoiattolo terricolo di Belding (Urocitellus beldingi Merriam, 1888) è un roditore della famiglia degli Sciuridi, diffuso sulle montagne degli Stati Uniti d'America occidentali. In California, si trova spesso fra 2.000 e 3.600 m nei prati tra il lago Tahoe e il Kings Canyon. Questa specie non è in pericolo di estinzione, e il suo habitat include alcune aree protette.

## Descrizione
Lo scoiattolo terricolo di Belding è di taglia media con "una coda relativamente corta, arti corti e orecchie piccole". Ha un pelame grigio che diventa più giallo-bruno nella parte inferiore e marrone rossiccio sul dorso. La lunghezza del corpo varia da 230 a 300 mm. La coda è lunga da 44 a 76 mm ed è folta, ma anche appiattita. I peli distali della coda hanno tre strisce colorate, una nera, una bianca e una rossa. In media, lo scoiattolo terricolo pesa 290 g. I piedi sono coperti di poco o di niente pelo. In confronto ad altre specie di scoiattoli terricoli, la sua sacca delle guance è di dimensioni modeste.

## Distribuzione ed habitat
Essendo nativo degli Stati Uniti nordoccidentali, la distribuzione dello scoiattolo terricolo di Belding copre l'Oregon nordorientale e parte del Washington, della California settentrionale, dell'Idaho sudoccidentale, del Nevada settentrionale e centrale e dello Utah nordoccidentale. Lo scoiattolo terricolo preferisce vivere ad altitudini più elevate, presentandosi nei prati alpini e subapilpini. Si trova anche nelle pianure di artemisia, negli habitat di boscaglia/erba e nelle aree coltivate. Gli scoiattoli terricoli sono in gran parte limitati ad aree aperte con abbastanza vegetazione fresca e acqua. Non vivono tra le foreste folte, le erbe alte, i pendii rocciosi o gli arbusti fitti, perché in tali ambienti non possono avvistare per tempo i predatori. Per il motivo opposto, non amano neanche l'erba troppo corta perché non possono nascondersi dai predatori.

## Biologia

### Alimentazione
Gli scoiattoli terricoli di Belding hanno una dieta in gran parte erbivora. Tuttavia, possono mangiare anche insetti, carogne, altri vertebrati e perfino altri conspecifici. Per la maggior parte, mangiano fiori e semi. Mangiano anche noci, grani, radici, bulbi, funghi e vegetazione verde. Gli scoiattoli terricoli di Belding non tengono il cibo nei nascondigli. Invece immagazzinano riserve di grasso. Come tali, gli scoiattoli terricoli possono mangiare una grande quantità di cibo prima dell'ibernazione. Devono trascorrere fino al 40% dell'estate mangiando. Quando mangia, lo scoiattolo terricolo si nutre con le zampe anteriori, stando in piedi con quelle posteriori.

### Ibernazione
Gli scoiattoli terricoli di Belding si ibernano in momenti diversi, secondo il sesso e l'età dell'individuo e l'altitudine del suo ambiente. I maschi adulti vanno in ibernazione tra la fine di luglio e l'inizio di settembre quando è ad altitudini più elevate.  Le femmine li seguono alla fine di settembre, a seconda della quota. I giovani seguono i genitori in ibernazione con le giovani femmine che vanni quando hanno 13 settimane e i maschi quando hanno 10 settimane. Essi entrano quando l'erba comincia a seccarsi e a diventare marrone. In questo modo possono evitare la fine afosa e secca dell'estate.
Gli scoiattoli terricoli si ibernano in camere delle tane chiamate hibernacula. I maschi tendono a ibernarsi da soli, mentre le femmine tendono a ibernarsi insieme. Anche il momento in cui lo scoiattolo terricolo emerge dall'ibernazione dipende da diversi fattori. A quote inferiori, i maschi emergono in febbraio, mentre a quote superiori emergono alla fine di aprile. L'emersione delle femmine è distribuita nel corso di varie settimane.

### Attività
Gli scoiattoli terricoli di Belding lasciano le loro tane al sorgere del sole. Il primo scoiattolo a entrare in superficie resterà all'entrata della tana finché non ci siano sopra il terreno abbastanza scoiattoli per fare la guardia contro i predatori. Gli scoiattoli allora si spostano più lontano dalle tane. La maggior parte dell'attività avviene la mattina con lo scavo e l'alimentazione. L'attività degli scoiattoli tende a diminuire quando la temperatura aumenta. Gran parte della giornata la trascorrono allungati sulle rocce o sul terreno riscaldandosi con il sole. Tengono anche in ordine le tane e si puliscono il pelo a vicenda. Quando i giovani sono in superficie si impegnano nel gioco. Gli scoiattoli terricoli torneranno nelle loro tane nel pomemriggio. I giovani entrano più tardi degli adulti.

## Comportamento

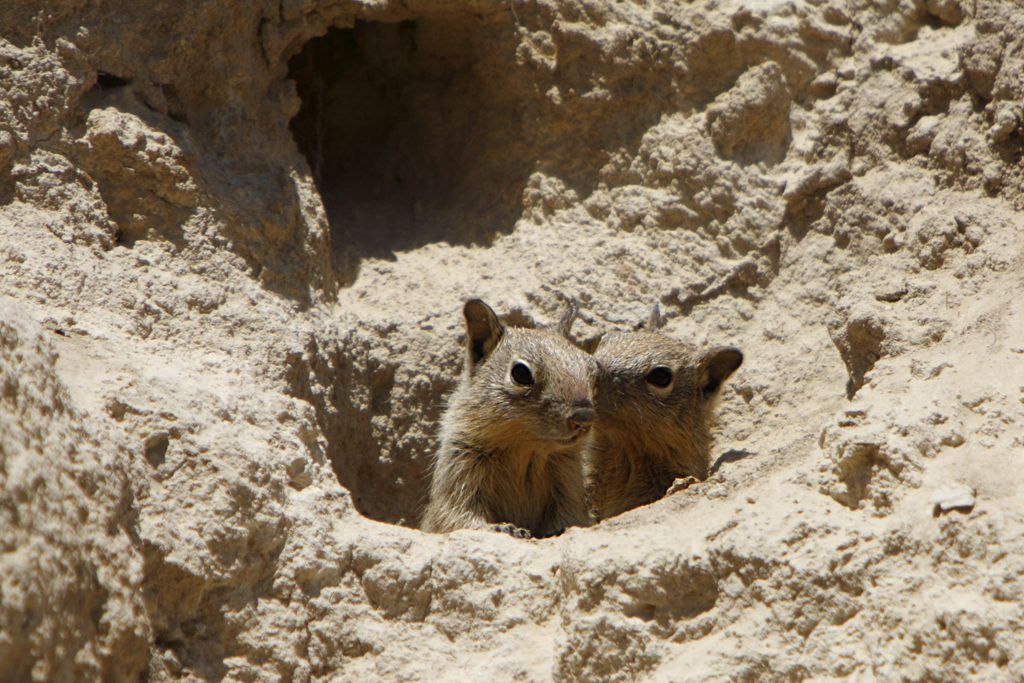
Cuccioli

### Relazioni familiari
Gli scoiattoli terricoli di Belding vivono in una società nepotistica dove la maggior parte delle interazioni avvengono tra le femmine e la loro prole e i loro parenti. Sembra che la cooperazione tra gli individui si colleghi al loro grado di parentela. Gli scoiattoli terricoli riconoscono i loro parenti confrontando i loro fenotipi con quelli degli scoiattoli che incontrano. Questi fenotipi vengono sotto forma di scia attraverso le ghiandole dorsali e anali che lasciano un odore "pungente" nelle aree in cui si bagnano di polvere. Ciascuno scoiattolo ha il proprio repertorio di scie che gli altri usano per riconoscerlo. Se il fenotipo di un individuo corrisponde, può essere un parente. Una femmina può anche usare il fenotipo di sua sorella come base per determinare la parentela di femmine sconosciute. Riconoscere i loro parenti è importante per le femmine degli scoiattoli terricoli di Belding. Questo consente loro di sapere verso chi agire neposticamente quando si difendono i nidi o i territori o quando si fanno richiami di allarme. Anche le femmine imparentate, a volte, condivideranno cibo e rifugio. I maschi adulti non esibiscono un comportamento nepotistico e sono nomadi tra le stagioni. Sebbene molti scoiattoli terricoli vivano in colonie, c'è poca interazione sociale tra loro ed è per la maggior parte agonistica.

### Richiami di allarme
Gli scoiattoli terricoli di Belding sono preda di vari predatori, quali coyote, linci rosse, donnole, aquile e tassi. Gli scoiattoli terricoli percepiranno come minacce anche gli esseri umani, il bestiame e le automobili. Gli scoiattoli terricoli hanno due specifici richiami di allarme usati per avvisare gli altri dei predatori. Un richiamo, conosciuto come richiamo con stridio o trillo, è costituito da una serie di più cinque note emesse rapidamente. Questi richiami si emettono per i predatori che pongono minacce meno immediate, di solito predatori terrestri. Gli individui che si trovano vicino a chi emette il richiamo di allarme risponderanno stando ritti sulle zampe posteriori (appostamento), correndo su una roccia per avere una veduta migliore del predatore o ritornando nella loro area di base.
Un altro richiamo di allarme è noto come fischio, che è un'unica nota acuta. Questo richiamo è fatto in risposta a minacce immediate, di solito quelle aeree. Tutti gli individui a distanza di ascolto esibiranno un comportamento evasivo come accucciarsi o fuggire nel riparo più vicino. Quando scappano da predatori aerei, gli scoiattoli fanno il richiamo mentre fuggono. Per contrasto, quando scappano da predatori terrestri, gli scoiattoli in fuga non fanno il richiamo finché non si mettono al sicuro. Inoltre, con i predatori aerei, tutti gli scoiattoli faranno il richiamo, mentre con i predatori terrestri, solo le femmine con parenti lo faranno. Lo scoiattolo che suona l'allarme per primo si apposta mentre fa il richiamo, guardando il predatore e senza tentare di nascondersi.

### Riproduzione e cura della prole
Per gli scoiattoli terricoli di Belding l'accoppiamento avviene dopo il letargo, di solito tra la fine di maggio e l'inizio di giugno. Gli scoiattoli terricoli si accoppiano promiscuamente, poiché sia i maschi che le femmine si accoppiano con più partner. Le femmine sono sessualmente ricettive per meno di cinque ore all'anno. Quindi, quando una femmina è ricettiva, i maschi si radunano immediatamente attorno a lei. Combatteranno brutalmente per avere accesso, avvinghiandosi, prendendosi a calci, graffiandosi e mordendosi a vicenda. I maschi più anziani, più grandi e più forti hanno maggiori probabilità di accoppiarsi. Una singola femmina può accoppiarsi con ben cinque maschi durante il suo estro; questo aumenta le probabilità di gravidanza e aumenta anche la diversità genetica.
Le femmine danno alla luce una figliata all'anno. Le femmine incinte scaveranno le tane per la nidificazione e raccoglieranno erba e radici per fare i nidi. Intorno a queste tane sono stabiliti territori solo per la nidificazione. Le femmine proteggono le tane dall'intrusione dei conspecifici non imparentati attaccandoli e inseguendoli. La difesa dei territori dura fino a quando i giovani vengono svezzati. Il periodo di gestazione dello scoiattolo terricolo dura 23-31 giorni e i giovani nascono dalla fine di giugno all'inizio di luglio nelle regioni a maggiore altitudine, mentre nelle zone più basse come l'Oregon centrale i giovani nascono a marzo ed emergono dalle loro tane in massa metà aprile quando iniziano i primi caldi giorni di primavera. Le dimensioni della figliata vanno da 3 a 8 cuccioli. Le femmine provvedono a tutta la cura dei giovani, mentre i maschi si disperdono direttamente dopo l'accoppiamento. Nelle prime settimane di vita, i cuccioli vengono allevati sottoterra nella tana del nido. Escono per la prima volta dalle tane a luglio e all'inizio di agosto, almeno alle altitudini più elevate, e vengono svezzati a 27 giorni di età. Inizialmente, i giovani stanno vicino all'entrata della tana, ma iniziano a esplorare il loro terzo giorno. I maschi si disperdono dalla loro tana natale dopo essere stati svezzati e continuano a disperdersi dopo che si sono riprodotti con successo. Il maschio che si accoppia di più si sposta più lontano dalla colonia in cui si è accoppiato. Le femmine raramente si disperdono dalle loro tane natali. Si sa che l'infanticidio avviene tra gli scoiattoli terricoli di Belding. Uno scoiattolo intruso trascinerà un giovane che si agita e squittisce fuori dalla tana del nido e lo ucciderà prontamente mordendogli la testa. L'assassino a volte mangerà anche la carcassa. Le femmine adulte e i maschi di un anno sono più spesso gli assassini. Gli autori dell'infanticidio non risiedono nella stessa area della vittima. Le femmine non uccidono mai i loro parenti e li aiuteranno anzi a proteggere i loro piccoli dall'infanticidio.

## Tassonomia
Lo scoiattolo terricolo di Belding fu descritto per la prima volta da Clinton Hart Merriam nel 1888, as Spermophilus beldingi. Sono ora generalmente riconosciute tre sottospecie:
- S. b. beldingi (Merriam, 1888)
- S. b. creber (Hall, 1940)
- S. b. oregonus (Merriam, 1898)